# Chapter V: Unbent, Unbowed, Unbroken
Chapter V: Unbent, Unbowed, Unbroken is het vijfde studioalbum van de Zweedse metal band HammerFall en werd uitgebracht door Nuclear Blast Records.
De laatste track wordt gevolgd door een stilte van ongeveer twee minuten met een daaropvolgende 'hidden track' van 15 seconden.
De titel van het album was geïnspireerd door het wapenschild van het fictieve House Martell of Dorne van de boekenreeks A Song of Ice and Fire geschreven door George R.R. Martin. Ook hebben de nummers "Hammer of Justice", "Take the Black" en "Fury of the Wild" van dit album hun titel te danken aan deze invloeden.
De zin "Nothing burns like the cold" van het nummer "Never, Ever" is overgenomen van het eerste hoofdstuk uit het boek A Game of Thrones.

## Ranglijst[1][2]
| Land                | Hoogste positie |
| ------------------- | --------------- |
| Frankrijk           | 159             |
| Hongarije           | 11              |
| Duitsland           | 12              |
| Finland             | 18              |
| Verenigd Koninkrijk | 25              |
| Oostenrijk          | 36              |
| Zwitserland         | 39              |
| Zweden              | 4               |
| Italië              | 71              |

## Lijst van nummers
| Nr. | Titel                       | Schrijver(s)                    | Duur  |
| --- | --------------------------- | ------------------------------- | ----- |
| 1.  | Secrets                     | Oscar Dronjak, Joacim Cans      | 6:06  |
| 2.  | Blood Bound                 | Dronjak, Cans                   | 3:49  |
| 3.  | Fury of the Wild            | Dronjak, Cans                   | 4:44  |
| 4.  | Hammer of Justice           | Dronjak, Cans                   | 4:37  |
| 5.  | Never, Ever                 | Dronjak                         | 4:05  |
| 6.  | Born to Rule                | Dronjak, Cans, Stefan Elmgren   | 4:08  |
| 7.  | The Templar Flame           | Dronjak, Cans                   | 3:41  |
| 8.  | Imperial                    | Dronjak                         | 2:29  |
| 9.  | Take the Black              | Dronjak, Cans                   | 4:46  |
| 10. | Knights of the 21st Century | Dronjak, Cans                   | 12:19 |
| 11. | The Metal Age (Live)        | Dronjak, Jesper Strömblad, Cans | 4:55  |

## Bezetting
| Naam             | Functie                       |
| ---------------- | ----------------------------- |
| Joacim Cans      | leadzanger, achtergrondzanger |
| Oscar Dronjak    | gitarist, achtergrondzanger   |
| Stefan Elmgren   | leadgitarist                  |
| Magnus Rosén     | basgitarist                   |
| Anders Johansson | drummer                       |

## Releasegegevens
- "The Metal Age" was inbegrepen in de Braziliaanse uitgave als een bonustrack.
- Het album werd ook uitgebracht als een beperkte en genummerde boxset (1.000 stuks) dat het volgende bevat: de limited edition CD in een metalen behuizing, twee HammerFall-glazen, een HammerFall-sjaal en een certificaat.
- De limited metal box CD is apart verkrijgbaar (10.000 stuks) en bevat "Blood Bound" (videoclip) en de Making of "Blood Bound" (video).
- De limited edition digipack heeft tevens de videoclip, maar hier zit een fotogalerij bij.